# Albi Çekiçi
Albi Çekiçi (sinh 28 tháng 10 năm 1999) là một cầu thủ bóng đá Albania thi đấu ở vị trí tiền đạo cho KS Pogradeci ở Giải bóng đá hạng nhất quốc gia Albania.

## Danh hiệu

### Câu lạc bộ
KS Pogradeci
- Giải bóng đá hạng nhất quốc gia Albania: 2010–11

FC Kamza
- Giải bóng đá hạng nhất quốc gia Albania: 2016–17